# هادی احمد
هادی احمد (عربی: هادي أحمد بشير؛ زادهٔ ۱ ژانویهٔ ۱۹۵۳) یک بازیکن فوتبال اهل عراق است.
وی همچنین در تیم‌های ملی فوتبال Iraq MNFT زیر ۲۳ سال عراق تیم ملی فوتبال عراق بازی کرده است.